# Suporte elevador
O suporte elevador ou macaquinho (em inglês, lab jack) é uma ferramenta destinada a elevar ou manter a uma altura determinada as aparelhagens nos laboratórios de química . Pode ser utilizado para apoiar banhos refrigerantes, agitadores magnéticos, aquecedores ou peças de vidraria.
Os suportes elevadores são posicionados sob a aparelhagem permitindo que diversos equipamentos sejam posicionados com precisão, rapidez e segurança em diversas alturas com relação à bancada ou plano de trabalho, oferecendo comodidade e liberdade de manobra na composição da montagem experimental. Tipicamente as alturas possíveis situam-se entre os cinco (5 cm) e os vinte-e-cinco (25 cm) centímetros, mas há elevadores permitindo a altura máxima de cinquenta (50 cm) centímetros. São normalmente confeccionados em aço inoxidável ou em alumínio. Os primeiros permitem cargas próximas a cem quilogramas (100 kg). Os demais, mais baratos porém satisfatórios para a grande maioria das utilizações possíveis, não devem ser utilizados para cargas que ultrapassem os dez quilos (10 kg). 
Utilizando-se do princípio do macaco, o suporte elevador é composto de planos articulados. A plataforma superior C é ligada à plataforma inferior D através de um mecanismo pantográfico E, que é movimentado por uma rosca sem fim B acionado por um botão A permitindo uma regulagem precisa da altura dos equipamentos.